# In Full Swing
In Full Swing je třetím studiovým albem české metal/crust´n rollové hudební skupiny Malignant Tumour, které vyšlo ve formátu CD a LP. Album bylo kritikou přijato poměrně nadprůměrně. Bylo nominováno na Anděla a cenu Břitva, přičemž nominaci ceny Břitva proměnilo. K albu byly natočeny dva videoklipy, a to ke skladbám We are the metal a Dressed to kill.

## Seznam skladeb
- We paint the town red
- We are the metal
- Bristroll
- Smack the fools
- Renolt star
- Hihg time to an end
- In full swing
- Electric church
- In bottle theres no law
- Dressed to kill
- Hellbooze armageddon

## Produkce
- Stanislav Valášek

## Sestava
- Bilos – zpěv, kytara
- Šimek – basa, doprovodný zpěv
- David – bicí
- Korál – kytara, doprovodný zpěv

## Hosté
- Tomáš "Hrázda" Hradil – Falzet

## Ocenění/nominace
Ceny Anděl
| Rok  | Nominace            | Kategorie             | Výsledek |
| ---- | ------------------- | --------------------- | -------- |
| 2008 | Album In Full Swing | Hard&Heavy album roku | nominace |

Ceny Břitva
| Rok  | Nominace            | Kategorie  | Výsledek  |
| ---- | ------------------- | ---------- | --------- |
| 2008 | Album In Full Swing | Album roku | vítězství |

## Vydání
Album vyšlo ve formátu CD, LP a limitovaná verze LP u České firmy Insanesociety records. První výlis vyšel v počtu 1010 ks CD, 630 ks LP a 100 ks limitované verze LP. Druhý výlis (2011) vyšel v počtu 500 ks CD a 500 ks LP. Třetí výlis (2023) vyšel pouze na LP, tentokrát v luxusním LP boxu, v počtu 500 ks, k příležitosti 15letému jubileu od vydání, a to u PHR Records.